# Sterické efekty

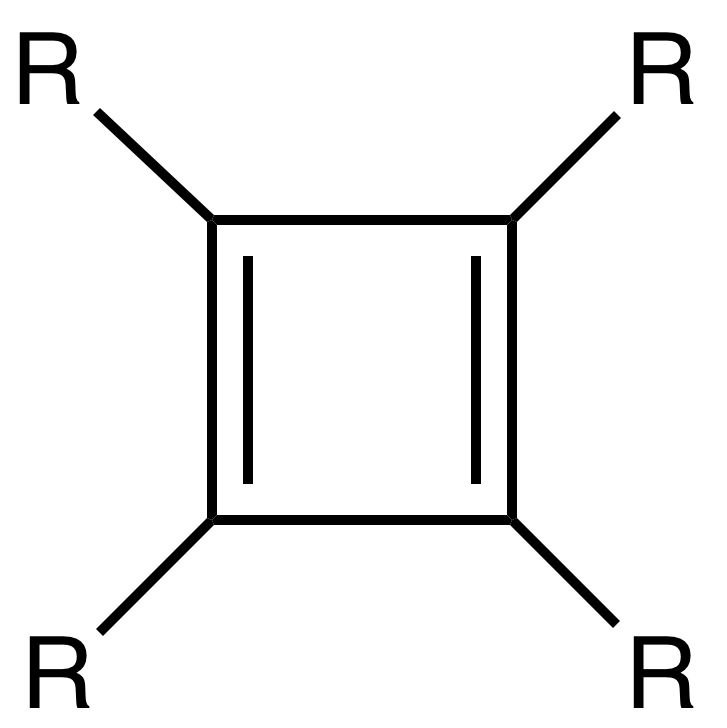
Cyklobutadien (R = H) se snadno dimerizuje ale sloučenina, kde R = terc-butyl, je proti dimerizaci odolná.

Sterické efekty jsou jevy, které se objevují při přiblížení atomů v molekulách, kdy se zvyšují energie těchto molekul. Jedná se o nevazebné interakce, které ovlivňují tvar (konformace) a reaktivitu iontů a molekul. Sterické efekty se podobají elektronovým efektům, které také určují tvar a reaktivitu molekul. Sterické odpudivé síly mezi překrývajícími se atomovými orbitaly stabilizují molekuly odpuzováním souhlasných a přitahováním opačných nábojů.

## Sterické stínění

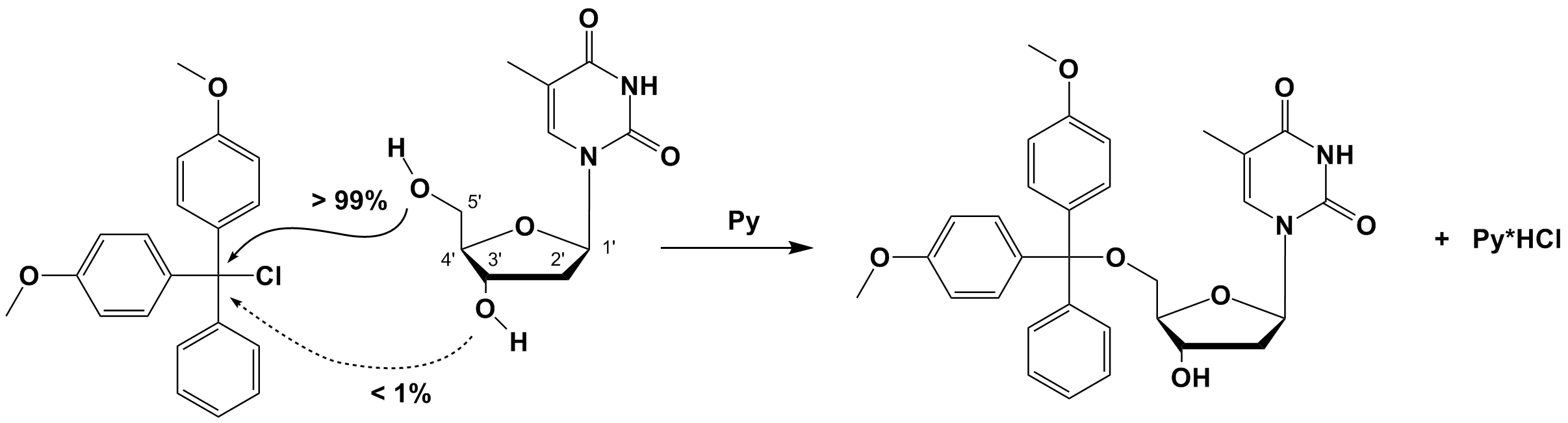
Regioselektivní dimethoxytritylace primární 5'-hydroxylové skupiny thymidinu za přítomnosti volného sekundárního 3'-hydroxylu, způsobené sterickým stíněním dimethoxytritylové skupiny a ribózovým kruhem (Py = pyridin)

Sterické stínění spočívá ve zpomalení chemických reakcí v důsledku sterických efektů. Obvykle se tento pojem objevuje v mezimolekulárních reakcích, zatímco o sterických efektech se často mluví u vnitromolekulárních reakcí. Sterické stínění se často používá k řízení selektivity, například na zpomalení vedlejších reakcí. Sterické odpuzování sousedních skupin může mít vliv na vazebné úhly.
Jako příklady mohou sloužit pozorovaný tvar molekuly rotaxanů a pomalý průběh racemizací 2,2'-disubstituovaných bifenylů a binaftylů.

## Měření sterických vlastností
Protože sterické efekty pozměňují vlastnosti sloučenin, tak lze, několika různými způsoby, kvantitativně měřit sterické vlastnosti substituentů.

### Rychlosti reakcí
Relativní rychlosti chemických reakcí jsou dobrým způsobem zkoumání sterických účinků substituentů. Brommethan se za běžných podmínek solvolyzuje 107krát rychleji než 1-brom-2,2-dimethylpropan. Rozdíl je způsoben znesnadněním ataku druhé sloučeniny v důsledku sterického stínění terc-butylovou skupinou.

### Teplota depolymerizace
Teplota depolymerizace ({\displaystyle T_{c}}) popisuje sterické vlastnosti monomeru vytvářejícího polymer. Jedná se o teplotu, při které jsou rychlosti polymerizační a depolymerizační reakce stejné. Stericky stíněné monomery vytvářejí polymery s nízkými {\displaystyle T_{c}}, které obvykle nejsou prakticky využitelné.
| Monomer        | Teplota depolymerizace (°C) | ! Struktura     |
| -------------- | --------------------------- | --------------- |
| ethen          | 610                         | CH2=CH2         |
| isobuten       | 175                         | CH2=CMe2        |
| buta-1,3-dien  | 585                         | CH2=CHCH=CH2    |
| isopren        | 466                         | CH2=C(Me)CH=CH2 |
| styren         | 395                         | PhCH=CH2        |
| α-methylstyren | 66                          | PhC(Me)=CH2     |

### Tolmanův úhel

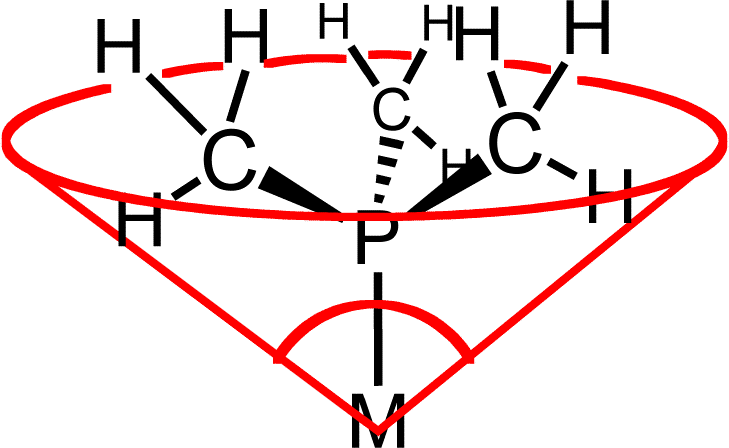
Tplmanův úhel ligandu

Tolmanův úhel udává velikost daného ligandu. Definován je jako úhel vymezený atomem kovu a krajními body van der Waalsových sfér atomů ligandu na průměru kuželu (viz obrázek).
| Ligand            | Úhel (°) |
| ----------------- | -------- |
| PH3               | 87       |
| P(OCH3)3          | 107      |
| P(CH3)3           | 118      |
| P(CH2CH3)3        | 132      |
| P(C6H5)3          | 145      |
| P(cyklo-C6H11)3   | 179      |
| P(t-Bu)3          | 182      |
| P(2,4,6-Me3C6H2)3 | 212      |

## Význam a využití

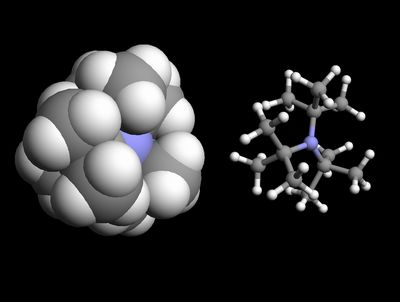
Sterické efekty tri-(terc-butyl)aminu znesnadňují elektrofilní reakce, jako je tvorba tetraalkylammonného kationtu. Elektrofily se obtížně dostávají do takové blízkosti, která by umožnila reakci volného elektronového páru dusíku (dusík je znázorněn modře)

Sterické efekty významně ovlivňují chemické, biochemické a farmakologické vlastnosti sloučenin, jako jsou rychlosti a aktivační energie reakcí.
V biochemii se sterické efekty vyskytují například u enzymů, kde může být katalytické místo zakryto rozměrnější strukturou bílkoviny. Ve farmakologii určují sterické efekty, jak a s jakou rychlostí léčiva interagují s cílovými biomolekulami.

Příklady stericky stericky stíněných sloučenin
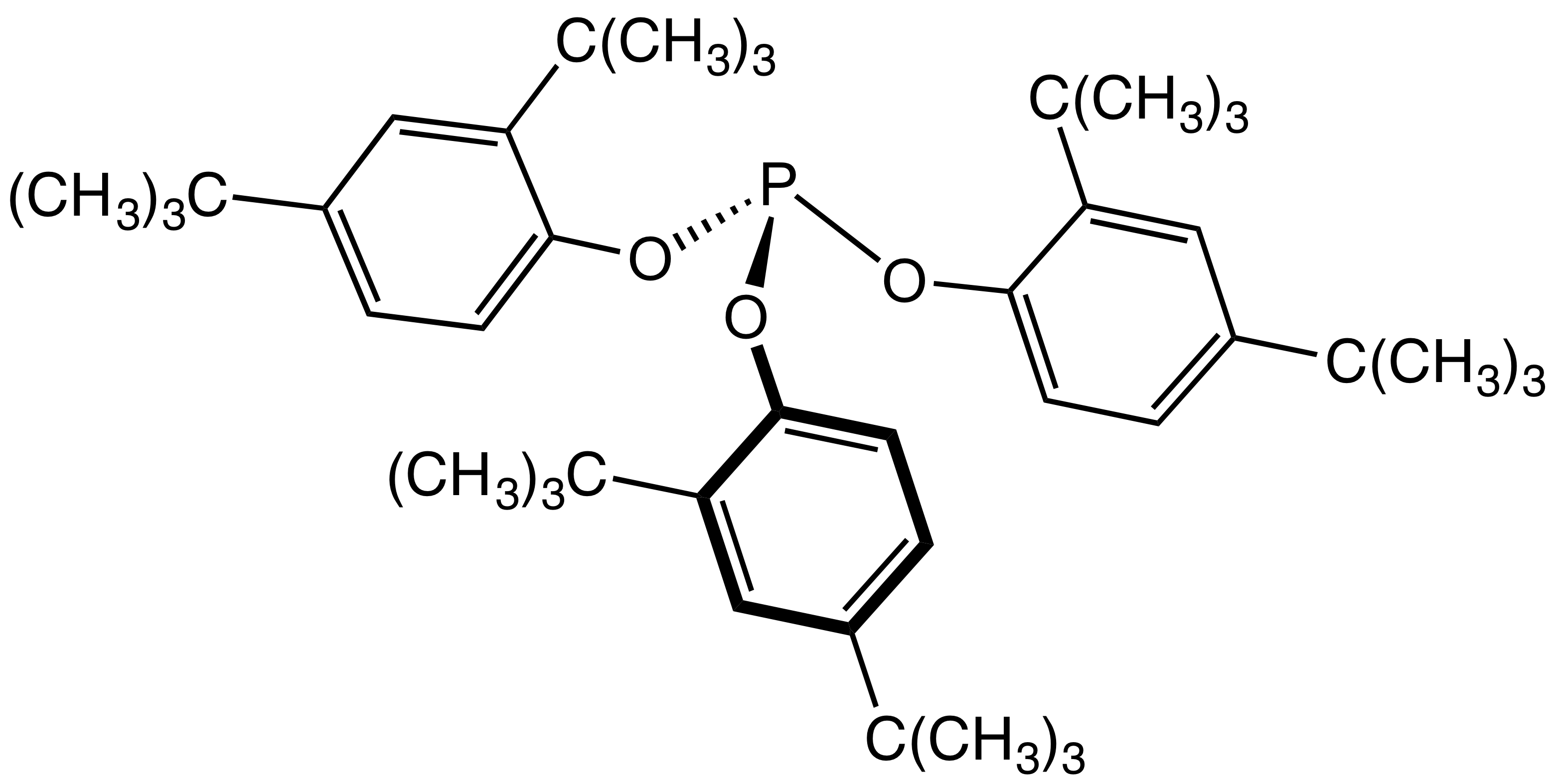
Tris(2,4-di-terc-butylfenyl)fosfit, sloučenina používaná jako stabilizátor polymerů
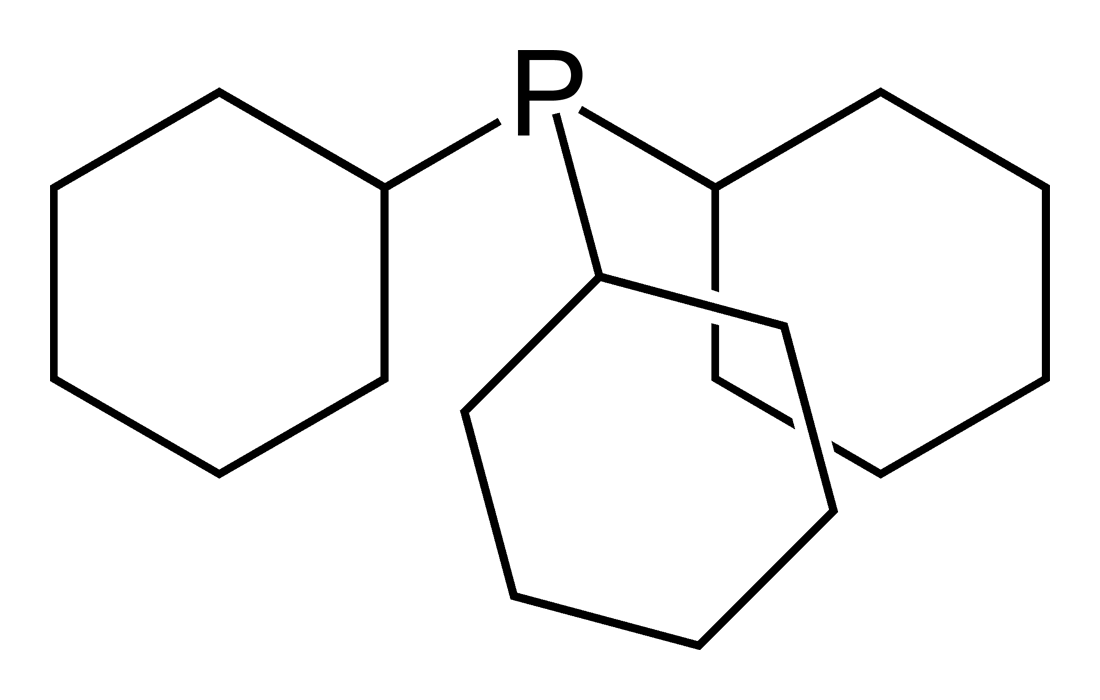
Tricyklohexylfosfin, fosfinový ligand používaný v homogenní katalýze a s tris(pentafluorofenyl)boranem vytvářející frustrovaný Lewisův pár.
2,6-di-terc-butylfenol se používá v průmyslu ke stabilizování materiálů vůči ultrafialovému záření a jako antioxidant pro uhlovodíkové výrobky od ropných produktů po plasty.
Stericky stíněné aminové světelné stabilizátory jsou častými přísadami v polymerech.
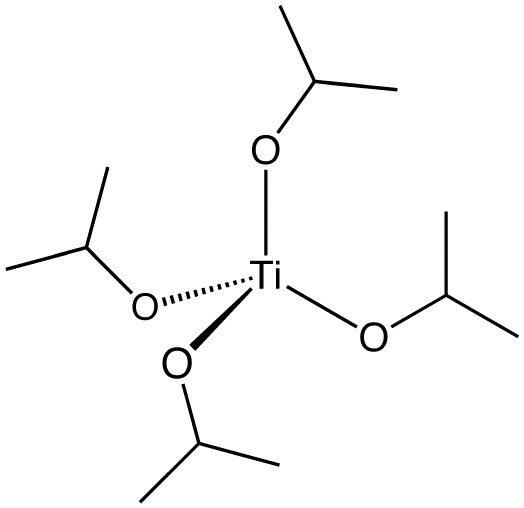
Isopropoxid titaničitý je monomerní, zatímco ethoxid titaničitý vytváří tetramer.
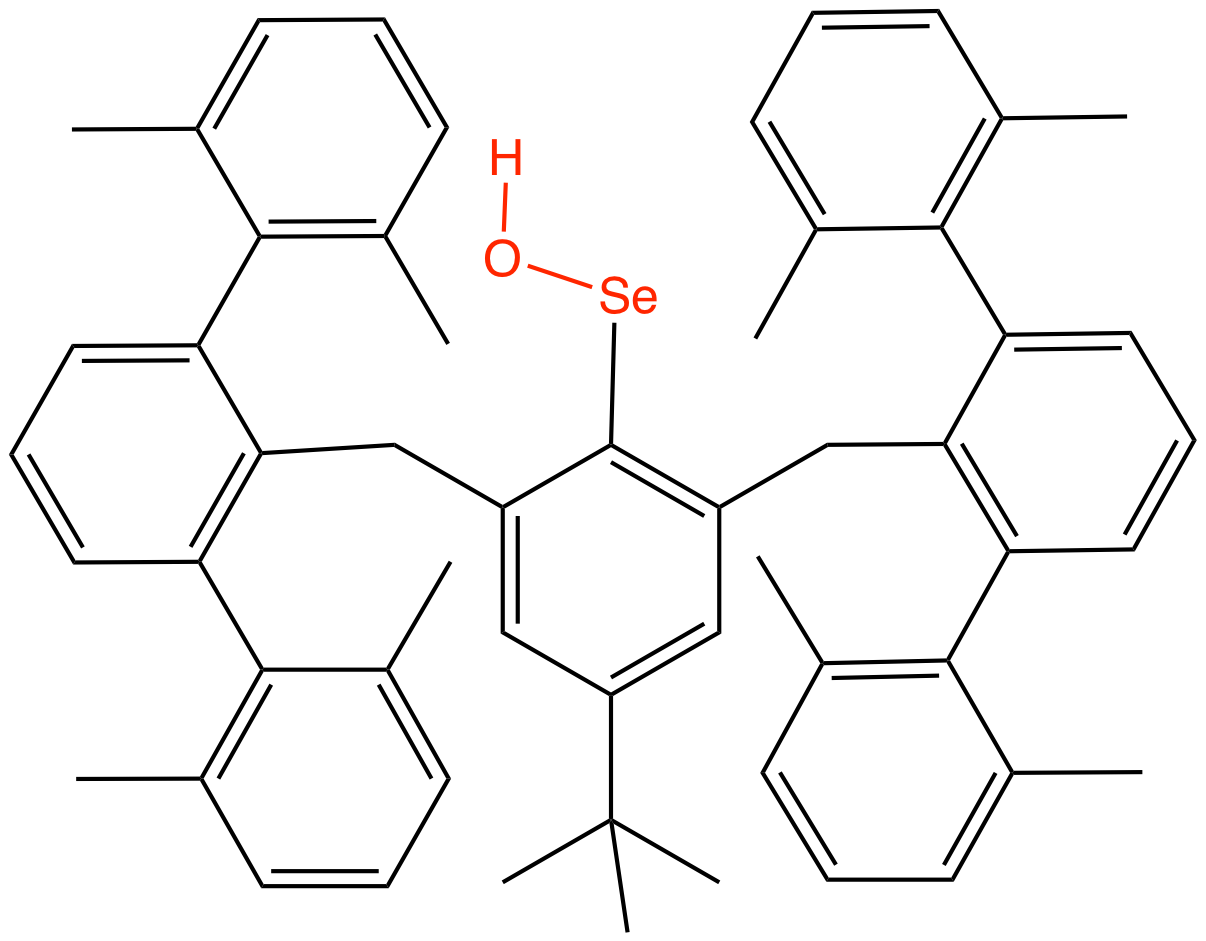
Selenenová kyselina, kterou lze díky sterické ochraně izolovat